# PGM 338
El PGM 338, también conocido como PGM .338 LM (LM - Lapua Magnum) o PGM Mini-Hécate .338, es un fusil de francotirador de diseño y fabricación francesa. Utiliza el cartucho .338 Lapua Magnum (8,6 x 70), el cual al ser disparado mantiene una velocidad supersónica por distancias de hasta 1.500 metros, dependiendo del tipo de cartucho utilizado y de las condiciones climáticas al momento del disparo. 
El PGM 338 fue creado con el propósito de proporcionar fuego antipersona a larga distancia y llenar el vacío de prestaciones entre fusiles que utilizan el cartucho 7,62 x 51 OTAN el cual más ligero y tiene un alcance efectivo mucho menor y entre fusiles antimaterial que utilizan el cartucho 12,7 x 99 OTAN (.50 BMG), los cuales carecen de la portabilidad de los sistemas de armas más ligeros. El PGM 338 fue diseñado por Chris L. Movigliatti mientras trabajaba para PGM Précision y es fabricado por la misma compañía francesa. El fusil es distribuido directamente por PGM en Francia, por Drake Associates Inc. en los Estados Unidos y por Liemke Defence en Alemania y el resto de Europa.
El PGM 338 mantiene una fuerte competición comercial con fusiles como el Accuracy International Arctic Warfare y el Sako TRG, todos de prestaciones similares.

## Detalles del diseño
Tal como su "hermano mayor" el PGM Hécate II (de calibre .50 BMG), el PGM 338 está construido sobre la base de un armazón rígido de metal, el cual le da una apariencia "esquelética", permitiendo una reducción de peso y simplificando el mantenimiento del fusil. 
El cajón de mecanismos está hecho de una aleación de aluminio 7075 (también conocido como Zicral), el cerrojo es acero y tiene tres tetones que se encajan en una extensión del cañón del fusil. También posee agujeros de ventilación que permiten la liberación del exceso de gas a alta presión en caso de rotura del casquillo del cartucho al ser disparado. El cañón fue diseñado por la firma alemana Lothar Walther y es forjado en frío, presenta surcos externos para reducir  supeso y permitir que se enfríe con mayor rapidez. Presenta un freno de boca con una efectividad de un 50% de reducción del retroceso. El estriado poco convencional del cañón presenta una tasa de giro hacia la derecha de 305 mm optimizada para disparar balas de baja resistencia (VLD) calibre .338 de 16,2 gramos (250 granos). Para disparar balas más largas y de mayor masa como la Sierra HPBT MatchKing de 19,44 gramos (300 granos) se requiere un estriado diferente con una tasa de giro de 254 mm.
El pistolete y el guardamanos están hechos de polímero y se acopla al armazón. La culata está hecha de metal y tiene una cantonera ajustable para la comodidad del tirador y para reducir los efectos del retroceso. También puede ajustarse en altura y longitud, además de plegarse hacia el lado izquierdo del cajón de mecanismos para reducir las dimensiones totales del fusil, haciéndolo más portátil. Una estaca plegable y ajustable puede desplegarse desde la parte posterior de la culata, y junto con el bípode plegable desde la parte inferior del cañón del arma, permiten mantener el fusil estable por largos periodos de tiempo. El pisolete le permite al tirador sujetar cómodamente el arma, por lo cual siempre estará listo para abrir fuego incluso después de largos periodos de tiempo.
El fusil tiene un gatillo de dos etapas, con peso ajustable entre 10 N a 16 N por un armero.
El PGM 338 posee un riel Picatinny para poder instalarle una amplia gama de miras telescópicas, tanto comerciales como las de uso estándar por la OTAN, linternas, equipos de visión nocturna y otros accesorios. También tiene alza y punto de mira opcionales, para emplearse en caso de emergencia por algún fallo de los ópticos principales.

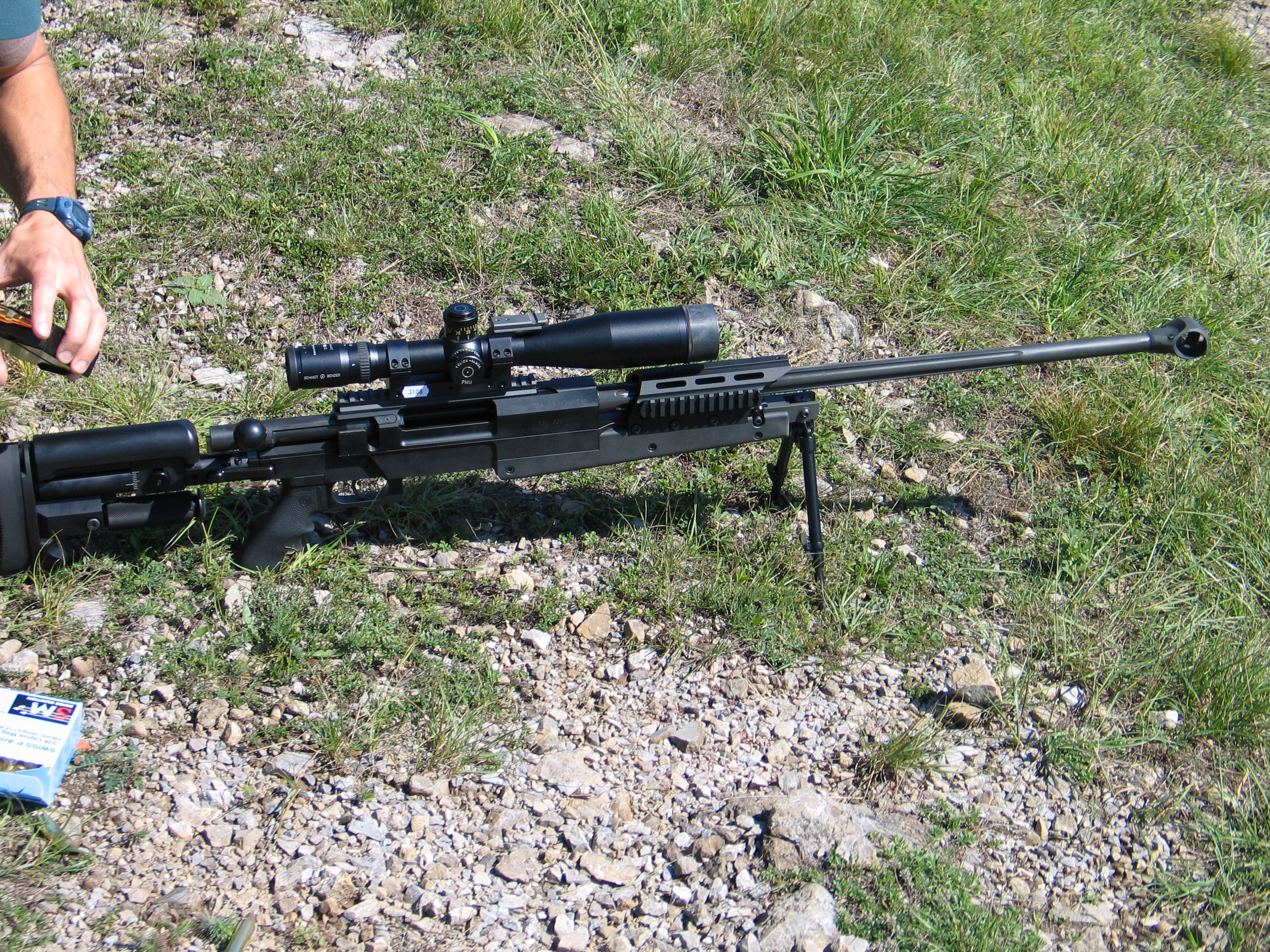
Fusil PGM 338.

Normalmente se instalan frenos de boca para reducir el retroceso, el salto del arma y el fogonazo. El freno de boca estándar del PGM 338 puede desmontarse en caso de que el usuario no desee utilizarlo, aunque PGM Précision recomienda que para un comfort de tiro óptimo, el arma no debe ser disparada sin un freno de boca o silenciador.
El PGM 338 se utiliza principalmente para fuego antipersona en distancias desde 500 a 1.400 metros, y obtiene una precisión consistente de 0,5 MDA con munición de alta calidad y a manos de un tirador calificado. En distancias de menos de 500 metros, el cartucho .338 Lapua Magnum es demasiado poderoso para fuego antipersona y generalmente estas balas causan sobrepenetración, es decir, traspasan a su objetivo, a menos que se requiera atravesar algún tipo blindaje pesado. A distancias de más de 1.200 metros, el cartucho estándar de .338 alcanza velocidades transónicas, perdiendo precisión pero aun así manteniéndose algo fiable hasta los 1.500 metros.
Normalmente este fusil se utiliza con un cargador de 10 cartuchos, aunque existen cargadores con mayor capacidad.
Los accesorios de fábrica son: silenciador PGM, pistolete ergonómico de madera, juego de rieles Picatinny montando uno largo en la parte superior y otros más cortos por los costados, soportes de miras telescópicas PGM, alza y punto de mira de emergencia PGM, maleta de transporte con moldura de espuma y una correa portafusil.

## Usuarios
- Armenia: Utilizado por las Fuerzas Especiales del Ejército de Armenia.[2][3]
- Chile: Utilizado por el Ejército de Chile[4]
- Israel:  Fuerzas Especiales[5]
- Singapur: Formación de Comandos de las Fuerzas Armadas de Singapur (CDO FN).[6]
- Eslovenia: Fuerzas Armadas de Eslovenia.[7] {{Bandera2|Mexico}} → Mexico  ( SEDENA ) Adquirió más de 205 Rifles Para sus Fuerzas Especiales Para garantizar la seguridad Nacional y Orden interno .